# Contea di Burnet
La contea di Burnet (in inglese Burnet County) è una contea dello Stato del Texas, negli Stati Uniti. La popolazione al censimento del 2010 era di 42 750 abitanti. Il capoluogo di contea è Burnet. La contea è stata fondata nel 1852 ed in seguito organizzata nel 1854. Il nome della contea deriva da David Gouverneur Burnet, il primo (provvisorio) presidente del Texas.

## Geografia fisica
| Anno | Popolazione | ±%     |
| ---- | ----------- | ------ |
| 1860 | 2,487       |        |
| 1870 | 3,688       | 48.3%  |
| 1880 | 6,855       | 85.9%  |
| 1890 | 10,747      | 56.8%  |
| 1900 | 10,528      | −2.0%  |
| 1910 | 10,755      | 2.2%   |
| 1920 | 9,499       | −11.7% |
| 1930 | 10,355      | 9.0%   |
| 1940 | 10,771      | 4.0%   |
| 1950 | 10,356      | −3.9%  |
| 1960 | 9,265       | −10.5% |
| 1970 | 11,420      | 23.3%  |
| 1980 | 17,803      | 55.9%  |
| 1990 | 22,677      | 27.4%  |
| 2000 | 34,147      | 50.6%  |
| 2010 | 42,750      | 25.2%  |

Secondo l'Ufficio del censimento degli Stati Uniti d'America la contea ha un'area totale di 1 021 miglia quadrate (2640 km²), di cui 994 miglia quadrate (2570 km²) sono terra, mentre 27 miglia quadrate (70 km², corrispondenti al 2,6% del territorio) sono costituiti dall'acqua.

### Strade principali
- U.S. Highway 183
- U.S. Highway 281
- State Highway 29

### Contee adiacenti
- Lampasas County (nord)
- Bell County (nord-est)
- Williamson County (est)
- Travis County (sud-est)
- Blanco County (sud)
- Llano County (ovest)
- San Saba County (nord-ovest)